# St. Nikolaus (Dehrn)

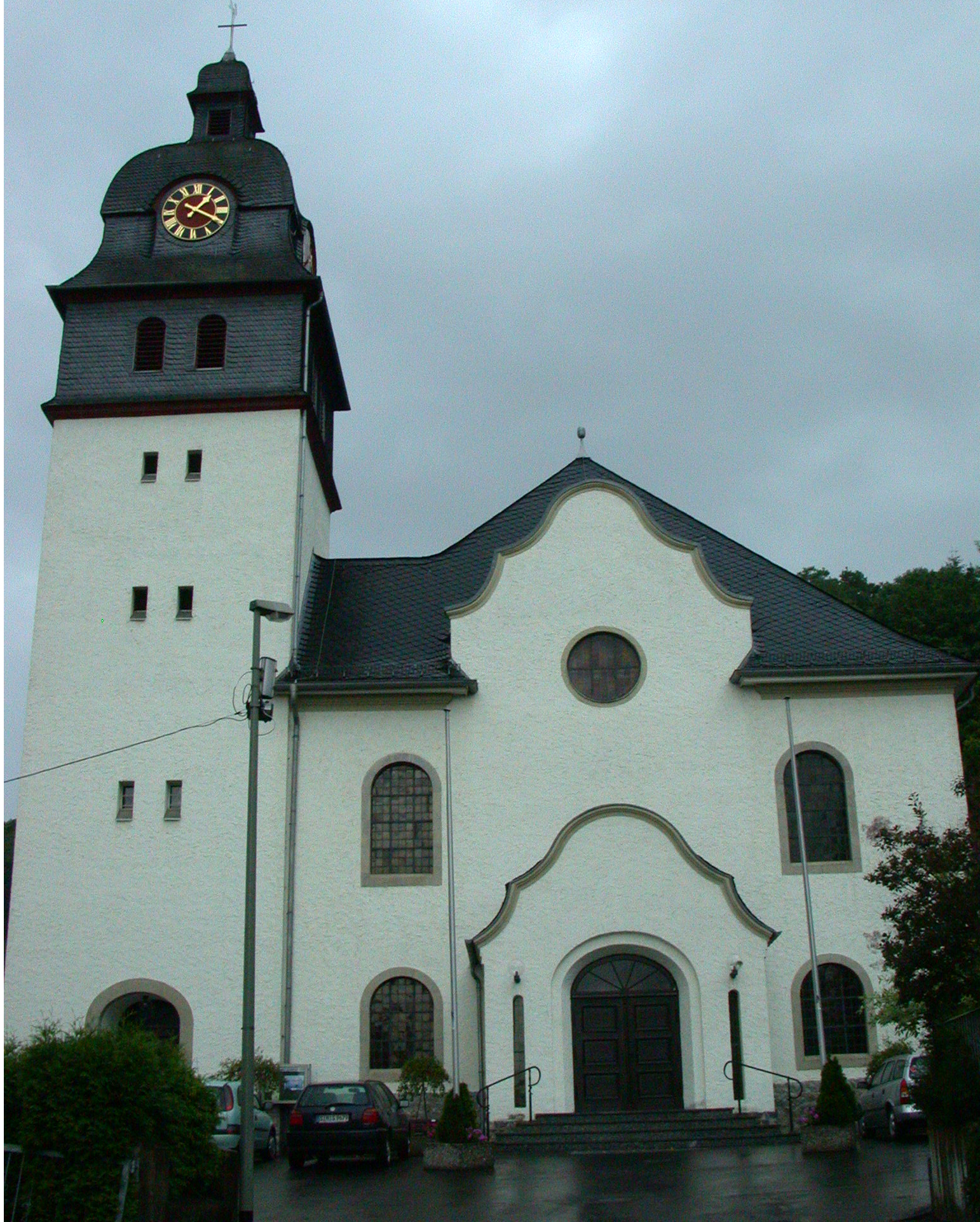
St. Nikolaus

Die denkmalgeschützte römisch-katholische Pfarrkirche St. Nikolaus steht in der Kirchgasse 3 von Dehrn, einem Stadtteil von Runkel im Landkreis Limburg-Weilburg von Hessen. Die Kirchengemeinde gehört zum  Bistum Limburg in der Kirchenprovinz Köln.

## Beschreibung
Die neobarocke Saalkirche wurde nach einem Entwurf des Architekten Theodor Hermann 1925/26 erbaut. Die Kirche ist nicht geostet, der Chor steht im Westen. Der an der Südostecke des Kirchenschiffs angebaute quadratische Kirchturm steht in einer Linie mit der Fassade, die einen geschwungenen Giebel hat. Das Portal befindet sich in einem Anbau davor. Das Kirchenschiff ist mit einem Walmdach bedeckt. Den Innenraum des Kirchenschiffs überspannt ein gestuftes Tonnengewölbe. Das oberste, schiefergedeckte Geschoss des Turms enthält den Glockenstuhl, in dem 5 Glocken hängen, eine stammt aus der Nikolauskapelle, die von der Eifeler Glockengießerei hergestellt wurde. Auf dem Turm sitzt eine Haube mit den Zifferblättern der Turmuhr. Als barocke Kostbarkeiten der Kirchenausstattung gelten eine Pietà und eine Kreuzigungsgruppe.